# Échange d'épouses
Échange d'épouses (en France) ou J'aime ta femme (au Québec) (Homer Simpson, This Is Your Wife) est le 15e épisode de la saison 17 de la série télévisée d'animation Les Simpson.

## Synopsis

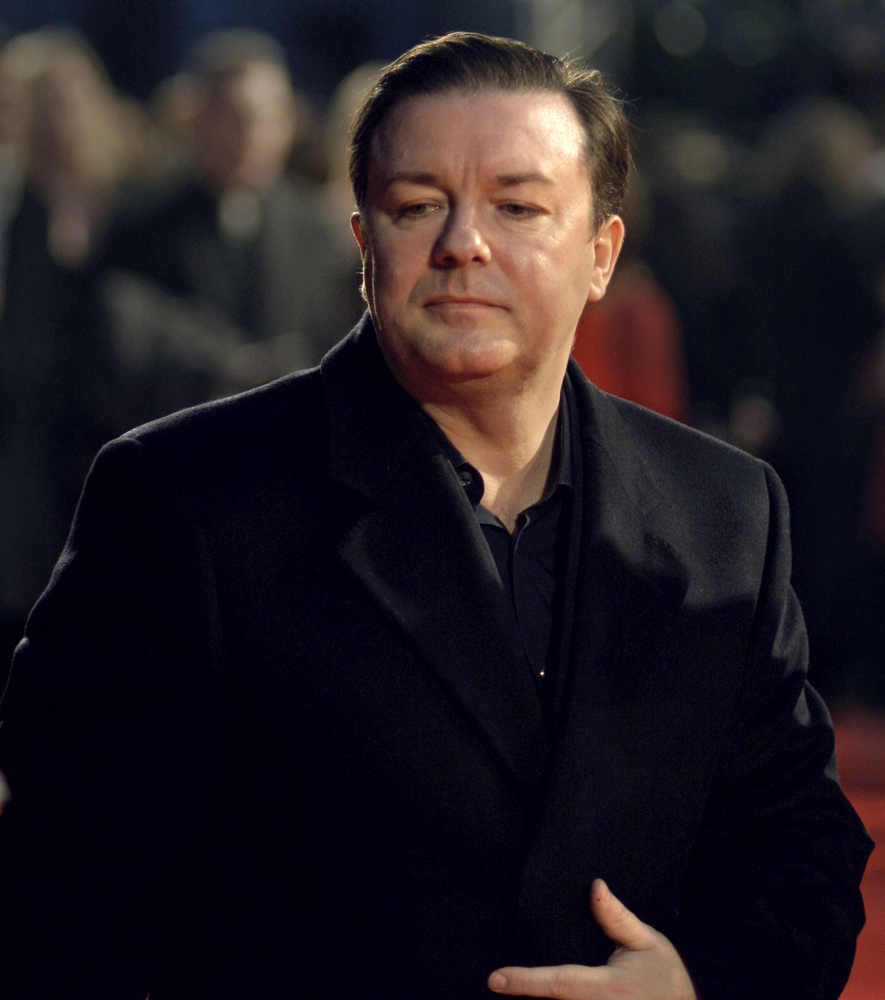
Ricky Gervais

Lenny gagne une télévision écran plasma et invite Homer et Marge ainsi que d'autres habitants chez lui afin de fêter l'évènement. Homer est complètement subjugué par cet écran et il passe près d'une semaine chez Lenny sans bouger.
Plus tard, Marge participe à un concours et Homer espère gagner le premier prix (un téléviseur avec un écran LCD) mais il gagne le troisième prix qui est une visite aux studios de la FOX. C'est alors que Lisa tombe sur un concours appelé « Troc de mères » dont le principe est d'échanger les mères de deux familles pendant un mois. Pour faire plaisir à Homer et pour gagner le prix, Marge accepte de participer à ce concours.